# 蕭恢
蕭 恢（しょう かい、元徽4年（476年）- 普通5年9月13日（526年10月4日））は、南朝梁の皇族。鄱陽忠烈王。字は弘達。武帝蕭衍の弟にあたる。

## 経歴
蕭順之の十男として生まれた。母は費太妃。幼い頃から聡明で、7歳のときに『孝経』と『論語』の意味をすべて理解したとされる。成長すると、史籍を渉猟した。斉の隆昌年間に宣城公蕭鸞が太傅となると、蕭懿に弟たちの中で腹心として任せられる者の推挙を求めた。蕭懿は蕭恢を推挙した。蕭鸞は蕭恢に寧遠将軍の位を与え、驃騎法曹行参軍として召し出した。建武元年（494年）、蕭鸞（明帝）が即位すると、蕭恢は太子舎人となり、北中郎外兵参軍・前軍主簿を歴任した。永元2年（500年）、蕭懿が殺害されると、蕭恢は逃亡して建康城下に潜伏した。
蕭衍が起兵すると、蕭恢は新林で蕭衍の軍を迎え、輔国将軍の位を受けた。三呉の地方で蕭衍に対する反抗が多発していたので、蕭衍は蕭恢に命じて鎮圧させた。建康が平定されると、蕭恢は召還されて冠軍将軍・右衛将軍となった。天監元年（502年）、侍中・前将軍・領石頭戍事に任じられ、鄱陽郡王に封じられた。天監2年（503年）、使持節・都督南徐州諸軍事・征虜将軍・南徐州刺史として出向した。天監4年（505年）、持節・都督郢司二州諸軍事・後将軍・郢州刺史に転じた。郢州城内は疫病が蔓延して死者が多く、葬儀もできない有様であったため、蕭恢は車を下りて、急いで埋葬を命じた。また4人の使者に州内を巡察させた。
天監7年（508年）、雲麾将軍に進み、都督霍州諸軍事となった。同年8月、平西将軍に進んだ。天監10年（511年）、召還されて侍中・護軍将軍・領石頭戍事となり、宗正卿を兼ねた。天監11年（512年）、使持節・都督荊湘雍益寧南北梁南北秦九州諸軍事・平西将軍・荊州刺史として出向した。天監13年（514年）、持節・散騎常侍・都督益寧南北秦沙七州諸軍事・鎮西将軍・益州刺史に転じた。天監17年（518年）、召還されて侍中・安前将軍・領軍将軍となった。天監18年（519年）、使持節・散騎常侍・都督荊湘雍梁益寧南北秦八州諸軍事・征西将軍・開府儀同三司・荊州刺史として出向した。普通5年（524年）、驃騎大将軍に進んだ。
普通7年9月己酉（526年10月4日）、荊州で死去した。享年は51。侍中・司徒の位を追贈された。諡は忠烈といった。

## 子女
- 蕭範（後嗣）
- 蕭諮（字は世恭、衛尉卿、武林侯）
- 蕭循（蕭脩とも、字は世和、宜豊侯）
- 蕭泰
- 蕭退
- 蕭永（観寧侯）
- 蕭恬（南安侯、権行広州事、蘭欽を殺害して収監され、爵位を剥奪された）

## 伝記資料
- 『梁書』巻22 列伝第16
- 『南史』巻52 列伝第42